# LEED

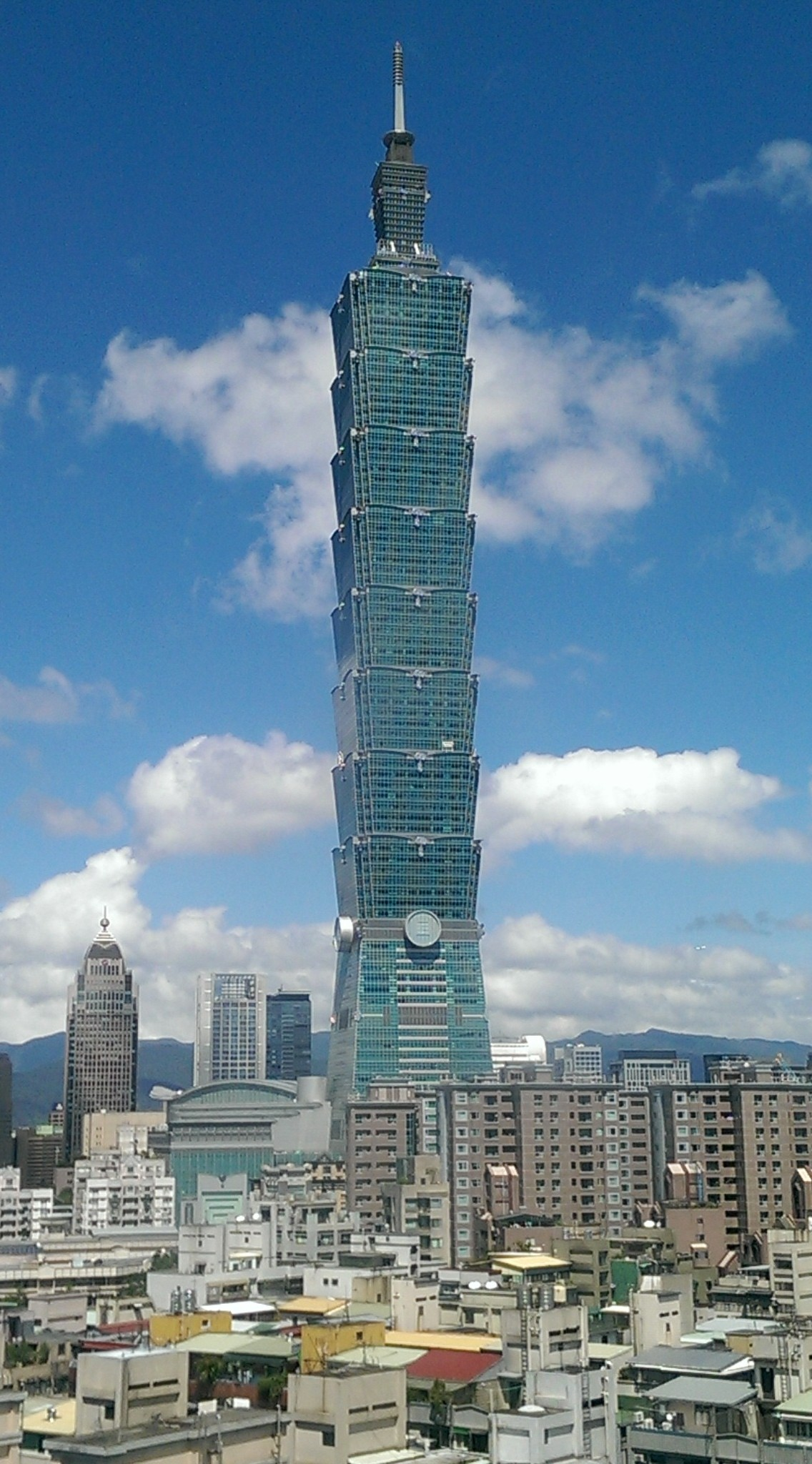
Taipei 101 és un dels edificis més alts amb la certificació LEED.

Leadership in Energy and Environmental Design (LEED) és un programa de certificació d'edificis ecològics utilitzat a tot el món. Desenvolupat pel US Green Building Council (USGBC), sense ànim de lucre, inclou un conjunt de sistemes de qualificació per al disseny, construcció, operació i manteniment d'edificis, habitatges i barris ecològics, que té com a objectiu ajudar els propietaris i operadors d'edificis a respectar el medi ambient i utilitzar els recursos de manera eficient.
El 2015, hi havia més de 80.000 edificis certificats per LEED i més de 100.000 professionals acreditats per LEED. La majoria dels edificis certificats per LEED es troben a les principals metròpolis dels Estats Units. LEED Canadà ha desenvolupat un sistema de qualificació independent adaptat al clima i les normatives canadenques. Algunes agències federals dels EUA, governs estatals i locals requereixen o recompensen la certificació LEED. Això pot incloure crèdits fiscals, bonificacions per zonificació, tarifes reduïdes i permisos accelerats. Els estudis han trobat que els espais d'oficines LEED de lloguer generalment tenen rendes i taxes d'ocupació més altes i taxes de capitalització més baixes.
LEED és una eina de disseny més que una eina de mesura del rendiment i se centra en la modelització energètica en lloc del consum real d'energia. No té especificitat climàtica i ha estat criticat per un sistema de punts que pot fomentar opcions de disseny inadequades i fer que la conservació d'energia sigui la part més feble de l'avaluació. També ha estat criticat pel fenomen del "cervell LEED" en què el valor de relacions públiques de la certificació LEED impulsa el desenvolupament dels edificis.
El desenvolupament del programa de certificació Leadership in Energy and Environmental Design (LEED) va començar el 1993, encapçalat pel científic sènior del Natural Resources Defense Council (NRDC) Robert K. Watson i amb el suport del US Green Building Council (USGBC). Entre els col·laboradors de les directrius inicials hi havia J.D. Polk, cofundador de Solar Cells, Inc. (ara First Solar), i defensor de l'energia solar Lawton Chiles, el governador de Florida en aquell moment. Watson va liderar un procés de consens ampli durant dues dècades, que va reunir organitzacions sense ànim de lucre, agències governamentals, arquitectes, enginyers, desenvolupadors, constructors, fabricants de productes i altres líders del sector.
LEED ha evolucionat des de 1998 per representar i incorporar amb més precisió les tecnologies emergents de construcció verda. La versió pilot, LEED New Construction (NC) v1.0, va portar a LEED NCv2.0, LEED NCv2.2 el 2005, LEED 2009 (a.k.a. LEED v3) el 2009 i LEED v4 al novembre 2013. LEED 2009 es va amortitzar per nous projectes registrats a partir d'octubre 31 de 2016. LEED v4.1 es va publicar el 2 d'abril de 2019.
Els edificis poden optar a quatre nivells de certificació:
- Certificat: 40-49 punts
- Plata: 50-59 punts
- Or: 60-79 punts
- Platí: 80 punts o més